# Wheatland (Wyoming)
Wheatland é uma cidade  localizada no estado norte-americano de Wyoming, no Condado de Platte.

## Demografia
Segundo o censo norte-americano de 2000, a sua população era de 3548 habitantes.
Em 2006, foi estimada uma população de 3440, um decréscimo de 108 (-3.0%).

## Geografia
De acordo com o United States Census Bureau tem uma área de
11,0 km², dos quais 11,0 km² cobertos por terra e 0,0 km² cobertos por água. Wheatland localiza-se a aproximadamente 1448 m acima do nível do mar.

## Localidades na vizinhança
O diagrama seguinte representa as localidades num raio de 60 km ao redor de Wheatland.